# 筑波乳業
筑波乳業株式会社（つくばにゅうぎょう）は、茨城県石岡市に本社を置く乳製品メーカー。社団法人日本乳業協会会員。

## 製品
牛乳、コンデンスミルク、エバミルク（商品名：クッキングシェフ）、ポーションミルク、調製粉乳、ミルクジャム（商品名：キャラメルミルク）などの乳製品の他、チョコレートシロップなどの嗜好性の商品やカシューナッツ、アーモンドなどのナッツ類の加工販売も行っている。

## 沿革
- 1941年12月 - 会社設立
- 1967年12月 - 東京営業所開設
- 1968年5月 - 大阪営業所開設
- 1973年2月 - 玉里工場（茨城県新治郡玉里村。現：小美玉市）操業開始
- 1979年9月 - 仙台営業所開設
- 2010年4月 - 九州出張所開設
- 2013年4月 - 営業本社開設（東京都千代田区外神田）